# Portel (Pará)
Portel is een gemeente in de Braziliaanse deelstaat Pará. De gemeente telt 48.945 inwoners (schatting 2009).

## Aangrenzende gemeenten
De gemeente grenst aan Anapu, Bagre, Baião, Melgaço, Pacajá, Porto de Moz en Senador José Porfírio.